# Wieseck
Wieseck (lokal: Wissich) ist, von der Kernstadt abgesehen, der nach Einwohnerzahl größte Stadtteil der Universitätsstadt Gießen im gleichnamigen mittelhessischen Landkreis Gießen.

## Geographie
Wieseck zählt auf einer Fläche von 1237 Hektar 10.073 Einwohner (Stand Dezember 2017) und liegt zwischen zwei Flüssen, der kleineren Wieseck und der um einiges größeren Lahn. Der Gießener Stadtteil schließt sich unmittelbar in nordöstlicher Richtung an die Kernstadt an und belegt 17 % des Gießener Stadtgebietes.

## Geschichte

### Ortsgeschichte

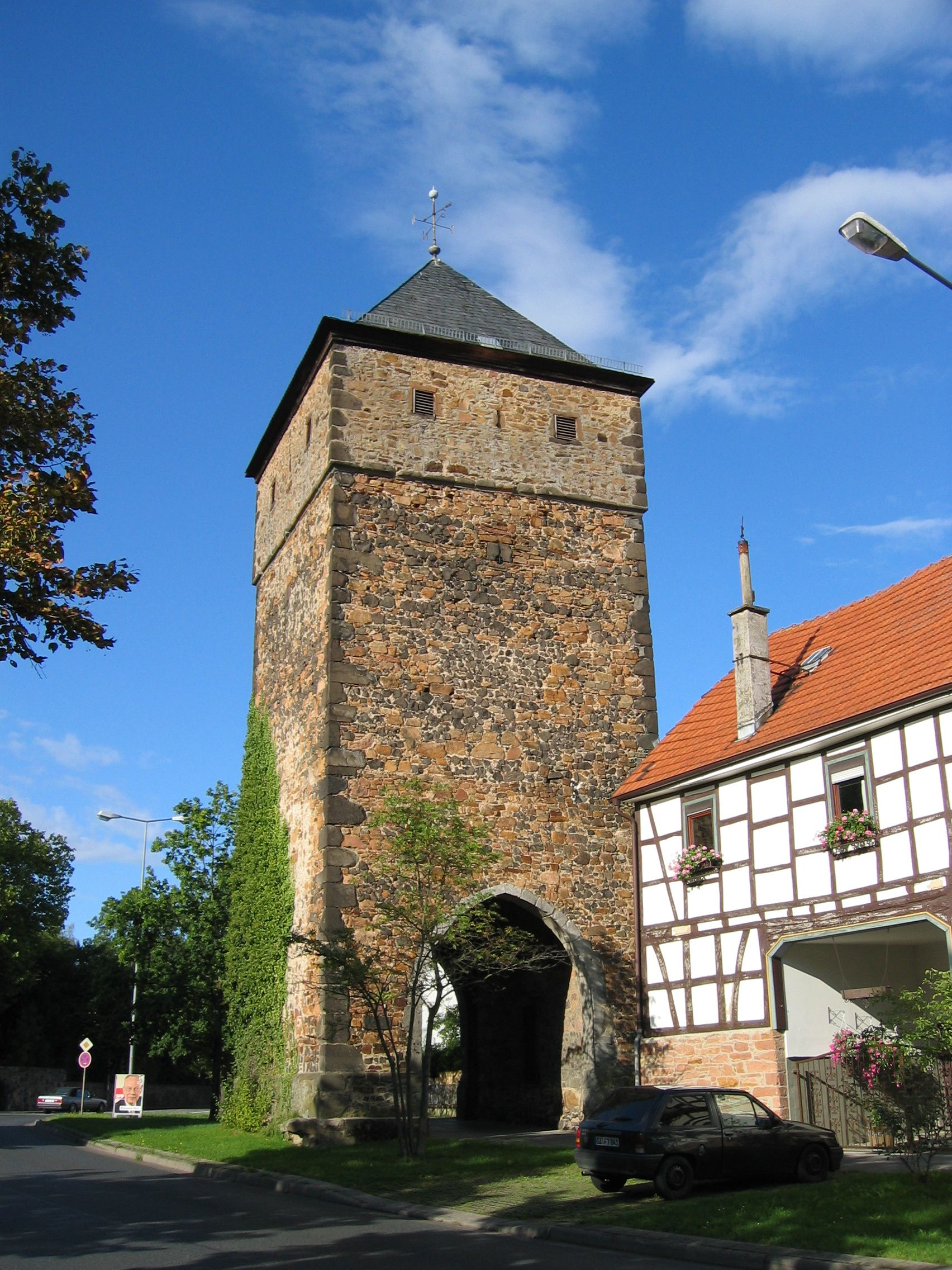
Die „Poart“ in Wieseck

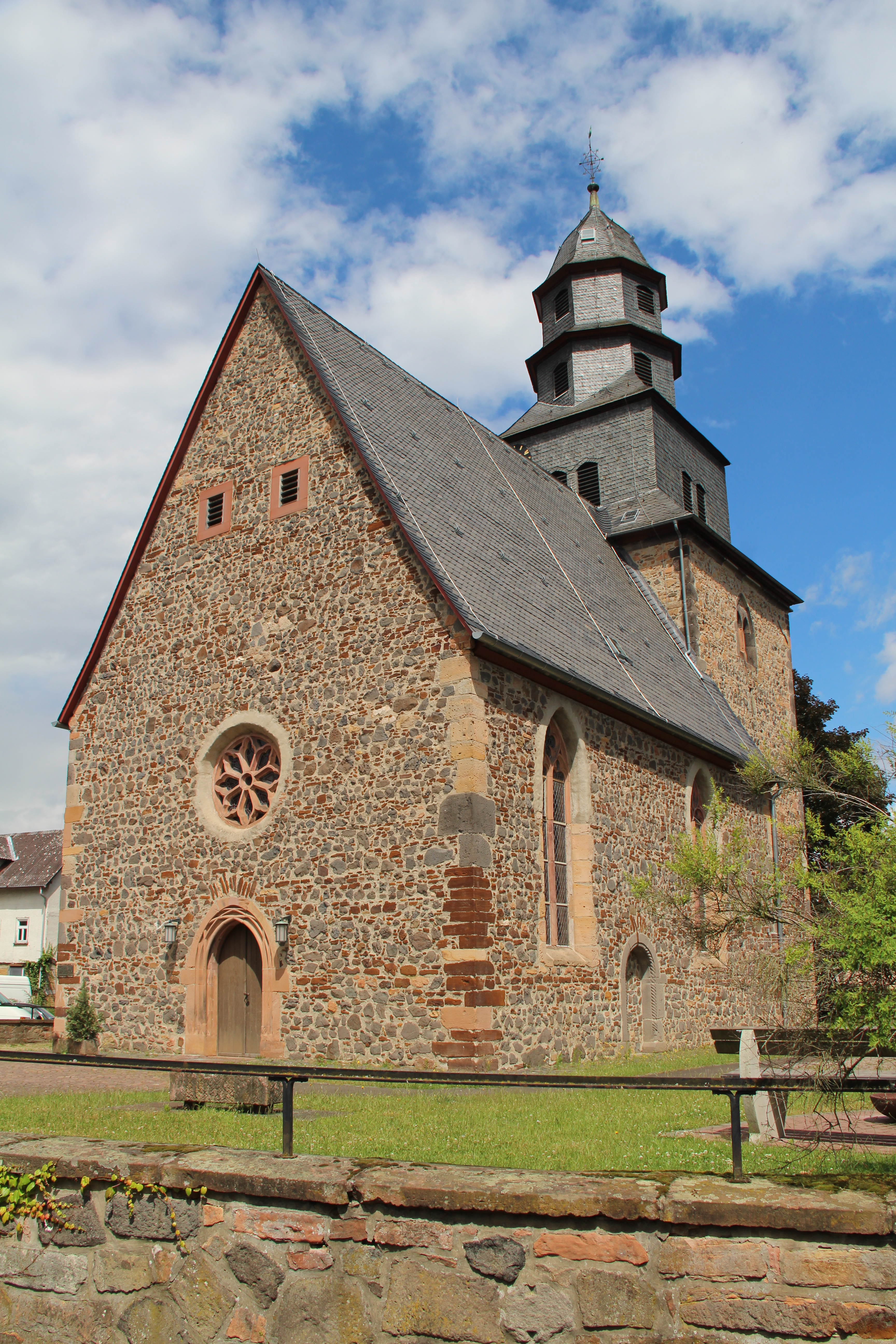
Kirche von Südwesten

Wieseck wurde noch vor Gießen erstmals im Jahr 775 im Lorscher Codex anlässlich einer Schenkung an das Kloster Lorsch als „Wisicheim“ urkundlich erwähnt. Wahrzeichen des Ortes ist die „Poart“, einzig erhaltener Teil einer ehemaligen Befestigungsanlage, die 1458 in ihrer heutigen Form erstmals urkundlich erwähnt wird. Deutlich ist am Wehrturm noch eine alte Schießscharte zu sehen, mit deren Hilfe die Bauern seinerzeit plündernde Heere oder andere bewaffnete Haufen abzuwehren wussten.
Eine Kirche in Wieseck wird erstmals 778 urkundlich erwähnt, als Abt Beatus von Honau das Gotteshaus an sein Kloster überträgt. Die heutige Michaelskirche steht wahrscheinlich auf den Fundamenten des Sakralbaus aus dem 8. Jahrhundert. Der steinerne Unterbau ihres quadratischen Ostturms wurde gegen Ende des 13. Jahrhunderts erbaut, das Chorgewölbe gegen Ende des 15. Jahrhunderts.
1646 tobte ein Großbrand in Wieseck, nur drei Wohnhäuser blieben unversehrt.
Die Statistisch-topographisch-historische Beschreibung des Großherzogthums Hessen berichtet 1830 über Wieseck:

„Wieseck (L. Bez. Giessen) evangel. Pfarrdorf; liegt an der Wieseck 1⁄2 St. von Giessen, hat 213 Häuser und 1228 Einwohner, die außer 1 Katholiken und 33 Juden evangelisch sind. Man findet 1 Kirche, 2 Mahlmühlen und ein Pfarrhaus ist im Bau begriffen. In der Gemarkung sind Torfgruben, die Rasentorf liefern und große Sandgruben. Der Sand wird als Streusand stark in die Umgegend ausgeführt. Die Wiesecker Mark, Wisicher marka. kommt schon zu Carls des Großen Zeiten vor. Im Jahr 1460 war der Ort Wieseck bereits ausschließend Hessisch.“

Innerhalb der Gemarkungsgrenzen des Gießener Stadtteils Wieseck liegt auch die Badenburg, eine bewohnte Burg (teilweise Ruine) mit Gastronomie direkt an der Lahn. Hier hat Georg Büchner 1833/34 wichtige Teile des Hessischen Landboten verfasst.
Während der Weimarer Republik, aber auch noch nach dem Zweiten Weltkrieg, war Wieseck eine Hochburg der Arbeiterparteien. SPD und KPD erreichten zusammen meist mehr als 80 % der Wählerstimmen.
Von 1925 bis 1937 bediente die Lufthansa den Flughafen Gießen, der sich nahe dem heutigen Segelfluggelände Gießen-Wieseck befand, mit der Strecke Frankfurt–Gießen–Kassel.
Wieseck wurde 1939 nach Gießen eingemeindet.

### Verwaltungsgeschichte im Überblick
Die folgende Liste zeigt die Herrschaftsgebiete und Staaten, in denen Wieseck lag, sowie deren Verwaltungseinheiten, denen es unterstand:
- vor 1567: Heiliges Römisches Reich, Landgrafschaft Hessen, Amt Gießen
- ab 1567: Heiliges Römisches Reich, Landgrafschaft Hessen-Marburg, Amt Gießen, Gericht Lollar[7]
- 1604–1648: Heiliges Römisches Reich, strittig zwischen Landgrafschaft Hessen-Darmstadt und Landgrafschaft Hessen-Kassel (Hessenkrieg)
- ab 1648: Heiliges Römisches Reich, Landgrafschaft Hessen-Darmstadt, Oberfürstentum Hessen, Oberamt Gießen (ab 1789), Gericht Lollar[8]
- ab 1806: Großherzogtum Hessen, Fürstentum Ober-Hessen, Stadtamt Gießen[9][10]
- ab 1815: Großherzogtum Hessen, Provinz Oberhessen, Stadtamt Gießen[11]
- ab 1821: Großherzogtum Hessen, Provinz Oberhessen, Landratsbezirk Gießen[Anm. 1]
- ab 1832: Großherzogtum Hessen, Provinz Oberhessen, Kreis Gießen (August bis September Kreis Grünberg)
- ab 1848: Großherzogtum Hessen, Regierungsbezirk Gießen
- ab 1852: Großherzogtum Hessen, Provinz Oberhessen, Kreis Gießen
- ab 1867: Norddeutscher Bund, Großherzogtum Hessen, Provinz Oberhessen, Kreis Gießen
- ab 1871: Deutsches Reich, Großherzogtum Hessen, Provinz Oberhessen, Kreis Gießen
- ab 1918: Deutsches Reich, Volksstaat Hessen, Provinz Oberhessen, Kreis Gießen
- ab 1938: Deutsches Reich, Volksstaat Hessen, Landkreis Gießen
- ab 1939: Deutsches Reich, Volksstaat Hessen, Stadtkreis Gießen, Stadt Gießen
- ab 1945: Deutsches Reich, Amerikanische Besatzungszone, Groß-Hessen, Regierungsbezirk Darmstadt, Stadt Gießen
- ab 1946: Deutsches Reich, Amerikanische Besatzungszone, Hessen, Regierungsbezirk Darmstadt, Stadt Gießen
- ab 1949: Bundesrepublik Deutschland, Hessen, Regierungsbezirk Darmstadt, Stadt Gießen
- ab 1977: Bundesrepublik Deutschland, Hessen, Regierungsbezirk Darmstadt, Lahn-Dill-Kreis, Stadt Lahn
- ab 1979: Bundesrepublik Deutschland, Hessen, Regierungsbezirk Darmstadt, Landkreis Gießen, Stadt Gießen
- ab 1981: Bundesrepublik Deutschland, Hessen, Regierungsbezirk Gießen, Landkreis Gießen; Stadt Gießen

### Gerichte seit 1803
In der Landgrafschaft Hessen-Darmstadt wurde mit Ausführungsverordnung vom 9. Dezember 1803 das Gerichtswesen neu organisiert. Für die Provinz Oberhessen wurde das „Hofgericht Gießen“ eingerichtet. Es war für normale bürgerliche Streitsachen Gericht der zweiten Instanz, für standesherrliche Familienrechtssachen und Kriminalfälle die erste Instanz. Übergeordnet war das Oberappellationsgericht Darmstadt. Die Rechtsprechung der ersten Instanz wurde durch die Ämter bzw. Standesherren vorgenommen und somit war für Wieseck das „Stadtamt Gießen“ zuständig. Nach der Gründung des Großherzogtums Hessen 1806 wurden die Aufgaben der ersten Instanz 1821 im Rahmen der Trennung von Rechtsprechung und Verwaltung auf die neu geschaffenen Land- bzw. Stadtgerichte übergingen. „Landgericht Gießen“ war daher von 1821 bis 1879 die Bezeichnung für das erstinstanzliche Gericht, das für Wieseck zuständig war.
Anlässlich der Einführung des Gerichtsverfassungsgesetzes am 1. Oktober 1879 wurden die bisherigen Land- und Stadtgerichte im Großherzogtum Hessen aufgehoben und durch Amtsgerichte an gleicher Stelle ersetzt, ebenso verfuhr man mit den als Obergerichten fungierenden Hofgerichten, deren Funktion nun die neu errichteten Landgerichte übernahmen. Die Bezirke des Stadt- und des Landgerichts Gießen wurden zusammengelegt und bildeten nun zusammen mit den vorher zum Landgericht Grünberg gehörigen Orten Allertshausen und Climbach den Bezirk des neu geschaffenen Amtsgerichts Gießen, welches seitdem zum Bezirk des als Obergericht neu errichteten Landgerichts Gießen gehört. Zwischen dem 1. Januar 1977 und 1. August 1979 trug das Gericht den Namen „Amtsgericht Lahn-Gießen“ der mit der Auflösung der Stadt Lahn wieder in „Amtsgericht Gießen“ umbenannt wurde.

## Bevölkerung

### Einwohnerstruktur 2011
Nach den Erhebungen des Zensus 2011 lebten am Stichtag dem 9. Mai 2011 in Wieseck 8948 Einwohner. Darunter waren 624 (7,0 %) Ausländer. Nach dem Lebensalter waren 1413 Einwohner unter 18 Jahren, 4305 zwischen 18 und 49, 1710 zwischen 50 und 64 und 1521 Einwohner waren älter. Die Einwohner lebten in 4260 Haushalten. Davon waren 1692 Singlehaushalte, 1050 Paare ohne Kinder und 996 Paare mit Kindern, sowie 303 Alleinerziehende und 222 Wohngemeinschaften. In 777 Haushalten lebten ausschließlich Senioren und in 2125 Haushaltungen lebten keine Senioren.

### Einwohnerentwicklung
- 1502: 34 Männer[4]
- 1577: 59 Hausgesesse[4]
- 1630: 5 zweispännige, 30 einspännige Ackerleute, 35 Einläuftige, 8 Witwen.
- 1669: 354 Seelen[4]
- 1742: 3 Geistliche/Beamte, 137 Untertanen, 26 Junge Mannschaften, 2 Beisassen/Juden[4]
- 1806: 1040 Einwohner, 172 Häuser[10]
- 1829: 1228 Einwohner, 213 Häuser[3]
- 1867: 1783 Einwohner, 281 Häuser[14]

| Wieseck: Einwohnerzahlen von 1791 bis 2019 | Wieseck: Einwohnerzahlen von 1791 bis 2019 | Wieseck: Einwohnerzahlen von 1791 bis 2019 | Wieseck: Einwohnerzahlen von 1791 bis 2019 | Wieseck: Einwohnerzahlen von 1791 bis 2019 |
| --- | ------------------------------------------ | ------------------------------------------ | ------------------------------------------ | ------------------------------------------ |
| Jahr |                                            |                                            |                                            | Einwohner                                  |
| 1791 | 1791                                       |                                            | 1.031                                      | 1.031                                      |
| 1800 | 1800                                       |                                            | 940                                        | 940                                        |
| 1806 | 1806                                       |                                            | 1.040                                      | 1.040                                      |
| 1829 | 1829                                       |                                            | 1.228                                      | 1.228                                      |
| 1834 | 1834                                       |                                            | 1.366                                      | 1.366                                      |
| 1840 | 1840                                       |                                            | 1.521                                      | 1.521                                      |
| 1846 | 1846                                       |                                            | 1.674                                      | 1.674                                      |
| 1852 | 1852                                       |                                            | 1.628                                      | 1.628                                      |
| 1858 | 1858                                       |                                            | 1.648                                      | 1.648                                      |
| 1864 | 1864                                       |                                            | 1.684                                      | 1.684                                      |
| 1871 | 1871                                       |                                            | 1.971                                      | 1.971                                      |
| 1875 | 1875                                       |                                            | 2.127                                      | 2.127                                      |
| 1885 | 1885                                       |                                            | 2.411                                      | 2.411                                      |
| 1895 | 1895                                       |                                            | 2.499                                      | 2.499                                      |
| 1905 | 1905                                       |                                            | 2.876                                      | 2.876                                      |
| 1910 | 1910                                       |                                            | 3.182                                      | 3.182                                      |
| 1925 | 1925                                       |                                            | 3.568                                      | 3.568                                      |
| 1939 | 1939                                       |                                            | 4.290                                      | 4.290                                      |
| 1950 | 1950                                       |                                            | 5.364                                      | 5.364                                      |
| 1961 | 1961                                       |                                            | 5.617                                      | 5.617                                      |
| 1970 | 1970                                       |                                            | 6.906                                      | 6.906                                      |
| 1980 | 1980                                       |                                            | ?                                          | ?                                          |
| 1990 | 1990                                       |                                            | ?                                          | ?                                          |
| 2002 | 2002                                       |                                            | 8.046                                      | 8.046                                      |
| 2006 | 2006                                       |                                            | 8.471                                      | 8.471                                      |
| 2009 | 2009                                       |                                            | 8.922                                      | 8.922                                      |
| 2011 | 2011                                       |                                            | 8.949                                      | 8.949                                      |
| 2014 | 2014                                       |                                            | 9.437                                      | 9.437                                      |
| 2017 | 2017                                       |                                            | 10.073                                     | 10.073                                     |
| 2019 | 2019                                       |                                            | 10.158                                     | 10.158                                     |
| Datenquelle: Historisches Gemeindeverzeichnis für Hessen: Die Bevölkerung der Gemeinden 1834 bis 1967. Wiesbaden: Hessisches Statistisches Landesamt, 1968. Weitere Quellen: ; Stadt Gießen; Zensus 2011 |                                            |                                            |                                            |                                            |

Die Einwohnerzahl hat sich in den letzten Jahren deutlich erhöht. Ein weiteres Anwachsen in den kommenden Jahren ist zu erwarten. Aktuell wird gerade das Wohngebiet „Marburger Straße West“ in mehreren Abschnitten erschlossen und bebaut. Es befindet sich am oberen Ende der Marburger Straße direkt gegenüber dem Gießener Brauhaus und erstreckt sich über den oberen Teil der Westbachdachung der Marburger Straße.

## Politik
Für Wieseck besteht ein Ortsbezirk (Gebiete der ehemaligen Gemeinde Wieseck) mit Ortsbeirat und Ortsvorsteher nach der Hessischen Gemeindeordnung.
Der Ortsbeirat besteht aus neun Mitgliedern. Bei der Wahl zum Ortsbeirat am 14. März 2021 ergab sich folgende Sitzverteilung.
| Parteien und Wählergemeinschaften | Parteien und Wählergemeinschaften           | Anteil in % | Sitze |
| CDU                               | Christlich Demokratische Union Deutschlands | 31,9        | 3     |
| SPD                               | Sozialdemokratische Partei Deutschlands     | 24,3        | 2     |
| BUF                               | Bürgerliste für Umwelt und Frieden          | 22,8        | 2     |
| FW                                | Freie Wähler                                | 15,5        | 1     |
| FDP                               | Freie Demokratische Partei                  | 5,5         | 1     |
| gesamt                            | gesamt                                      | 100,0       | 9     |

Die CDU stellt mit Michael Oswald den Ortsvorsteher. Zum stellvertretenden Ortsvorsteher wurde Karl Heinz Erb von der SPD gewählt. Ortsvorsteher und stellvertretender Ortsvorsteher wurden bei der konstituierenden Sitzung des Ortsbeirates am 22. April 2021
im Bürgerhaus Wieseck in ihre Ämter berufen.

## Kultur und Sehenswürdigkeiten

### Sport
Die TSG Wieseck ist mit rund 1800 Mitgliedern der größte Verein des Stadtteils und der zweitgrößte der Stadt Gießen. Die Damen des KSV Wieseck sind im Jahr 2009 in die Kegel-Bundesliga aufgestiegen. Von zahlreichen weiteren Sportvereinen sind noch die Radsportgemeinschaft Gießen und Wieseck sowie den Wiesecker Kanu-Club zu nennen.
Wieseck verfügt über ein Bürgerhaus, zwei Sporthallen und zwei Sportplätze, davon einen Kunstrasenplatz. Auf dem Festplatz zwischen Sportgelände und Bürgerhaus können größere Veranstaltungen stattfinden. Hier wird jährlich am ersten Wochenende im August die Wiesecker Kirmes vom Traditionsverein Wieseck veranstaltet. Außerdem findet seit über 15 Jahren alljährlich am letzten Sonntag im Juni das Poartfest statt. Mit dem Lichterfest wird am Vortag des 1. Advents die Weihnachtsbeleuchtung im Ortskern in Betrieb genommen.

### Naherholung

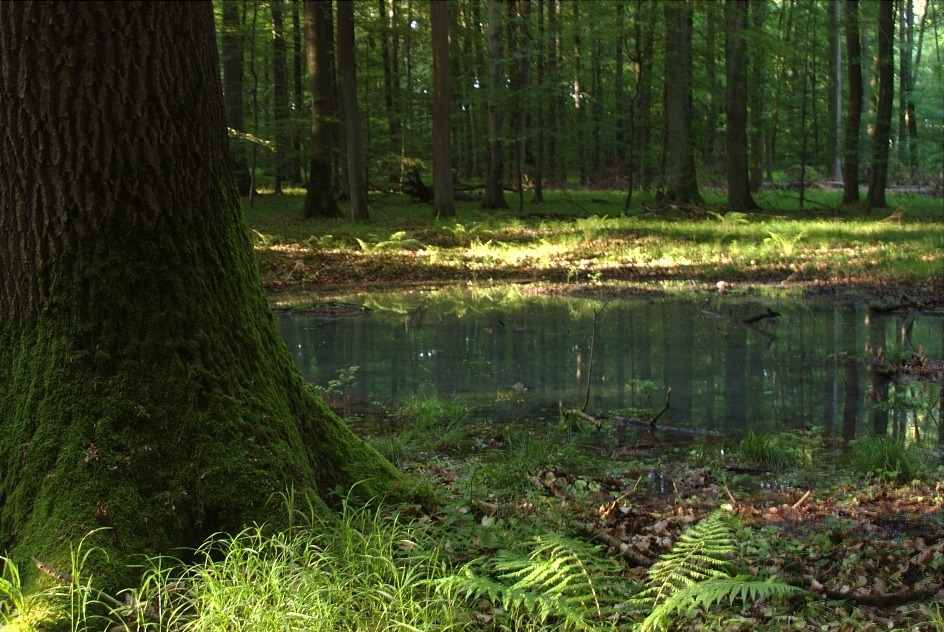
Teich im Naturschutzgebiet Hangelstein

Das Naherholungsgebiet „Wieseckaue“, das sich südlich von Wieseck aus entlang des Flusses Wieseck bis kurz vor die Innenstadt erstreckt, ist ein beliebtes Ausflugsziel der Gießener und Wiesecker Bürger. Auf den gut ausgebauten Feldwegen entlang der Wieseck drängen sich sonn- und feiertags Inlineskater, Radfahrer, Jogger und Spaziergänger. Eine beliebte Attraktion ist bei schönem Wetter das Segelfluggelände Gießen-Wieseck, das direkt an der Wieseckaue gelegen ist. Dort kann man auf Parkbänken am Wegesrand die Starts und Landungen der Segelflugzeuge und Motorsegler verfolgen, aber auch selbst als Gast mitfliegen.
Nördlich der Ortslage befindet sich das Naturschutzgebiet Hangelstein, eine mit Wald bestandene Bergkuppe, die ebenfalls zu ausgedehnten Spaziergängen einlädt.

## Wirtschaft und Infrastruktur
Wieseck verfügt über die am Nordrand der Ortschaft gelegenen Gewerbegebiete Teichweg und Marburger Straße West sowie am Ostrand das Gewerbegebiet Ursulum. In Wieseck ansässige Unternehmen sind unter anderem:
- Mettler-Toledo GmbH
- Gießener Anzeiger Verlags GmbH & Co. KG

### Verkehr
Wieseck ist durch die Stadtbuslinien 5 (Ostteil, Greizer Straße) und 15 (Westteil, Burgenring) an die Gießener Innenstadt angebunden. Deren Busse verkehren jeden Tag, werktags mindestens alle Viertelstunde (5) bzw. zu jeder halben Stunde (15). Die Stadtbuslinien führen quer durch den Stadtteil und über die zentralen Haltestellen in der Innenstadt zum Gießener Bahnhof. Ebenso in die Innenstadt fahren über Wieseck die Regionalbuslinien 371 und 25.
Wieseck verfügt am Gießener Ring über die drei Anschlussstellen Gießen-Wieseck, Gießen-Marburger Straße (direkt am Gießener Nordkreuz) und Gießen-Ursulum. Hauptstraßen sind die im Nordwesten des Ortsteils verlaufende Marburger Straße, eine der Hauptausfallstraßen von Gießen, und die zentral durch den Stadtteil verlaufende Gießener Straße mit mehreren Einzelhandelsunternehmen und Dienstleistungsbetrieben.

## Persönlichkeiten
- Karl Kling (1910–2003), deutscher Automobilrennfahrer; entstammte einer alten Wiesecker Familie und wuchs in Wieseck auf
- Abraham Bar Menachem (1912–2017), israelischer Politiker; als Alfred Gutsmuth geboren und aufgewachsen in Wieseck
- Albert Osswald (1919–1996), deutscher Politiker (SPD) und von 1969 bis 1976 Ministerpräsident des Landes Hessen; wurde am 16. Mai 1919 in Wieseck geboren
- Willi Rösel (* 1954), deutscher Autocrossfahrer; bislang europaweit erfolgreichster Pilot der Autocross-Geschichte, der es zwischen 1979 und 1985 auf nicht weniger als sieben Europameistertitel in Serie und insgesamt 42 Einzelsiege brachte. Er wurde in Wieseck geboren und lebt dort mit seiner Familie.
- Frank-Walter Steinmeier (* 1956), Bundespräsident, wohnte während seiner Zeit als Student und wissenschaftlicher Mitarbeiter an der Juristischen Fakultät der Justus-Liebig-Universität Gießen 14 Jahre lang in Wieseck.